# Кішкі
Кішкі (пол. Kiszki) — село в Польщі, у гміні Янів-Любельський Янівського повіту Люблінського воєводства.
Населення — 163 особи (2011).
У 1975-1998 роках село належало до Тарнобжезького воєводства.

## Демографія
Демографічна структура станом на 31 березня 2011 року:
|          | Загалом | Допрацездатний вік | Працездатний вік | Постпрацездатний вік |
| -------- | ------- | ------------------ | ---------------- | -------------------- |
| Чоловіки | 79      | 23                 | 51               | 5                    |
| Жінки    | 84      | 23                 | 40               | 21                   |
| Разом    | 163     | 46                 | 91               | 26                   |